# HMS Glatton (1871)
«Глеттон» (англ. HMS Glatton) — брустверний монітор, що перебував на службі у Британському Королівського флоті наприкінці 19 століття. Через конструктивні особливості більшу частину часу перебував у резерві.  

## Конструкція

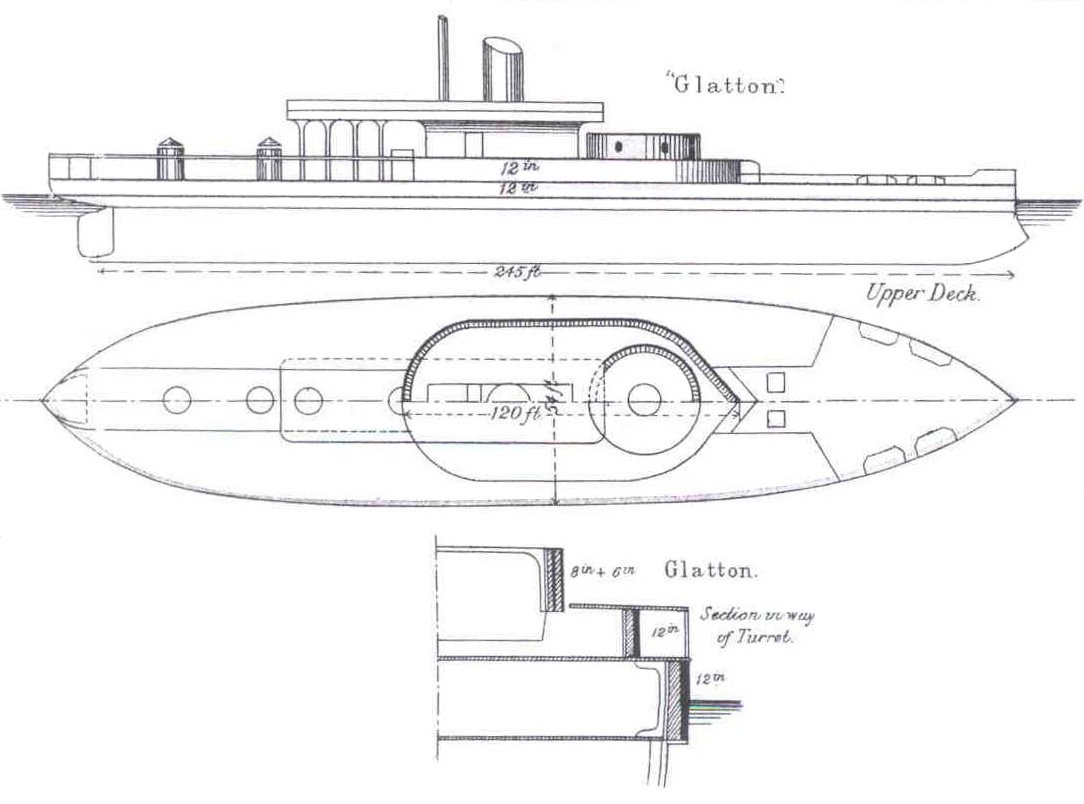
Вид збоку, план і поперечний переріз, за зображенням у Brassey's Naval Annual у 1888 році

Корабель розробив сер Едуард Рід за певною формулою, визначеною Радою Адміралтейства.  Сам конструктор сказав: "немає корабля, про мету побудови якого я знав би менше, ніж «Глеттон».  Він була розроблений у точній відповідності з вказівками, які я отримав, щодо мети яких мене ніколи не поінформували". Контролер, Четвертий морський лорд, заявив, що корабель мав використовуватись для "захисту наших власних гаваней і рейдів, і для нападу на ворожі".  Насправді, вкрай низька висота надводного борту, здавалося б, виключала участь корабля у будь-яких морських операціях, крім тих, що відбувалися за спокійної погоди і відсутності хвиль. Висота борту корабля над ватерлінією не перевищувала 1,3 метра. Водночас американські монітори мали досвід виживання у штормах, а у порівнянні з ними конструкція «Глеттона» була поліпшена за рахунок наявності бруствера, який захищав від затоплення гарматну башту та люки, що вели у середину корабля.
Корабель був спроектований таким чином, що, хоча обидві гармати головного калібру (25-тонні, 305 міліметрові, нарізні) монтувалося в одній башті, теоретично не було б жодної точки на горизонті, на яку б не можна було б навести хоча б одну гармату, незалежно від орієнтації корабля. Щоб досягти цього, надбудова була зроблена дуже вузькою, аби менше обмежувати сектор обстрілу. Виглядає, що впливами, які здійснювали б на надбудови власні снаряди, знехтували.  
За словами адмірала Джорджа Александра Балларда, який служив на моніторі молодшим офіцером, обмежувачі для стрільби, які б запобігали враженню гарматами власної надбудови були встановлені лише не через кілька років служби корабля. 
«Глеттон» був один з найкраще захищених кораблів свого часу. Приблизно 35% його водотоннажності було виділено на броньовий захист. 

## Історія служби
Корабель був введений в експлуатацію в 1872 році, але одразу був зарахований до резерву і використовувався в якості тендера школи артилеристів Королівського флоту.  1878 року корабель включили до Ескадри спеціального призначення.  У липні того ж року монітор взяв участь у навчаннях з бойовими стрільбами.   У 1881 році корабель було пристосовано до застосування 360 міліметрових торпед. Крім того його озброєння посилили трьома 57 міліметровими скорострільними гарматами та чотирма кулеметами Гатлінга для захисту від міноносців.   У 1887 році монітор спеціально ввели до складу флоту для участі у маневрах, під час яких корабель разом з броненосцем берегової оборони «Принс Альберт» здійснював оборону гирла Темзи. Це єдина зафіксована участь «Глеттона» у морських операціях.  Після цього корабель перевели у резерв другого класу, потім резерв флоту, а з квітня 1902 року - резерв верфі  до моменту продажу 1903 року. 